# Chaoyangopterus
Chaoyangopterus is een geslacht van uitgestorven pterosauriërs behorend tot de Pterodactyloidea dat tijdens het Vroeg-Krijt leefde in het gebied van het huidige China. De enige benoemde soort is Chaoyangopterus zhangi.

## Vondst en naamgeving
De soort is in 2002 benoemd en beschreven door Wang Xiaolin en Zhou Zhonghe. De geslachtsnaam is afgeleid van het stadje Chaoyang en een gelatiniseerd Klassiek Grieks pteron, 'vleugel'. De soortaanduiding eert Zhang Wanlian, een journalist van de Chaoyang Daily, de plaatselijke krant van Chaoyang, die veel onderzoek heeft verricht naar de illegale handel in fossielen aldaar en zich heeft ingezet voor de bescherming van de vindplaatsen van fossielen tegen plunderaars.
Het fossiel, holotype IVPP V 13397, is bij Gonggao in Liaoning opgegraven in de Jiufotangformatie, Jehol-groep, in een laag uit het Aptien. Het bestaat uit een gedeeltelijk skelet met de voorkant van een schedel, de onderkaken, de meeste halswervels, twee ruggenwervels, een staartwervel, de schoudergordel, de vleugels, het bekken en een achterpoot. In 2010 werd een tweede exemplaar gemeld, bestaande uit een fragmentarisch skelet met schedel en onderkaken.

## Beschrijving
De totale lichaamslengte is zo'n zeventig centimeter en de vleugelspanwijdte ligt rond de 185 centimeter.
De schedel is langgerekt, ongeveer 27 centimeter lang, met een spitse snuit; het bewaard gebleven gedeelte heeft een lengte van 195 millimeter. De bovenkant is hol, zodat de schedel naar achteren toe hoog oploopt, boven een groot fenestra antorbitalis. De onderkaken zijn achteraan recht maar buigen vanaf het midden naar boven. De kaken zijn tandeloos. Er zijn zeven of acht lange en robuuste halswervels; de nek heeft een geschatte totale lengte van 23 centimeter. Het nieuwe exemplaar toonde aan dat de middelste halswervels matig verlengd waren met lage doornuitsteeksels; ze hadden geen zijdelingse pneumatische foramina, openingen voor de uitlopers van de luchtzakken.
Het borstbeen is waaiervormig, smal en langgerekt. Het schouderblad is met 63 millimeter langer dan het ravenbeksbeen van vijf centimeter, waarmee het niet helemaal vergroeid is. Het opperarmbeen is met 93 millimeter vrij kort. De ellepijp is met 133 millimeter korter dan de radius ofwel het spaakbeen van 129 millimeter. Een lang os pteroide van 71 millimeter is naar binnen gericht. Het vierde middenhandsbeen is lang met 18,5 centimeter. De eerste drie middenhandsbeenderen zijn duidelijk korter met 13,5 centimeter. De drie kleinere vingers zijn lang (drie tot zes centimeter), robuust en dragen lange kromme klauwen. De formule van de vingerkootjes is 2-3-4-4. De kootjes van de vleugelvinger hebben een aflopende lengte van 199, 120, 78 en >48 millimeter.
De achterpoten zijn langgerekt. Het dijbeen heeft een lengte van zo'n dertien en het scheenbeen van ongeveer twintig centimeter. Het kuitbeen is gereduceerd tot het bovenste derde deel van het scheenbeen. De nauw aaneengesloten middenvoetsbeenderen zijn drie tot vijf centimeter lang, behalve het tot 15 millimeter gereduceerde vijfde.

## Fylogenie
Wang bracht Chaoyangopterus onder bij de Nyctosauridae, ondanks dat de soort vele kenmerkende eigenschappen van Nyctosaurus mist, zoals het verlies van de kleinere vingers, de reductie van het vierde vleugelvingerkootje en de korte achterpoten. Eigenlijk was de enige reden voor de toewijzing dat de soort tandeloos was en men voor gedetailleerde vergelijking alleen de keuze had tussen de tandeloze vormen Nyctosaurus en Pteranodon. De fossiele resten van Quetzalcoatlus waren nooit goed gepubliceerd en de Chinese paleontologen hadden geen directe toegang tot de botten zelf van deze Amerikaanse azhdarchide; op grond van de verschillen in algemene vorm wees men een mogelijke verwantschap af.
Andere onderzoekers, die deze beperkingen niet kenden, legden al snel een verband. David Unwin plaatste de soort in 2005 in de azhdarchoide Tapejaridae. Een kladistische analyse van Lü Jungchang vond de soort uitvallen bij de basis van de Azhdarchoidea. In 2008 werd Chaoyangpterus door hem in de Chaoyangopteridae geplaatst, de zustergroep van de Azhdarchidae, samen met andere verwante soorten.
Wang stelde echter in 2006 dat verschillende van die soorten: de later benoemde en eveneens tandeloze  Jidapterus, Eoazhdarcho en Eopteranodon uit dezelfde formatie, allemaal jongere synoniemen zijn van Chaoyangopterus, van het holotype waarvan ze hoogstens wat zouden verschillen door individuele variatie en rijping. Verder zou Chaoyangopterus behoren tot de Pteranodontidae. Chaoyangopterus lijkt sterk op Eopteranodon waarmee het de holle bovenkant van de schedel deelt; de andere twee vormen hebben een rechtere snuit.

## Levenswijze
Volgens Wang had Chaoyangopterus een levenswijze als viseter.